# 村松巌
村松 巖(むらまつ　いわお、1926年（大正15年）1月1日 - 2010年（平成22年）3月11日)は、日本の銀行家。七十七銀行頭取。

## 来歴・人物
宮城県亘理町出身。東京大学経済学部卒業後、七十七銀行入行。
総務、人事、融資部門を長く担当した実務派で、銀行業務全般に通じた手腕が買われ、1991年に頭取に就任した。
頭取在任時においては、ATMの日曜稼動、7ヶ店の支店出張所の新設など営業基盤の拡充に取り組んだ。
仙台商工会議所会頭時代は、大手の圧力に対して仙台市の伝統である1月2日初売りを堅持する方針を崩さず、元日営業の店舗でも基本的に通常営業にとどめさせ、いわゆる「初売り」は2日に行わせるという方針を徹底させた。

## 略歴
- 1948年（昭和23年） - 東京大学経済学部卒業後、七十七銀行入行[3]。
  - 以降、企画、預金推進各課長、原町支店長、業務部次長、秋田支店長等を歴任する[3]。
- 1972年（昭和47年） - 取締役総務部長委嘱[3]。
- 1973年（昭和48年） - 取締役人事部長委嘱[3]。
- 1976年（昭和51年） - 取締役融資部長委嘱[3]。
- 1984年（昭和59年） - 専務取締役[3]。
- 1987年（昭和62年） - 副頭取[3]。
- 1991年（平成3年） - 頭取[3]。
- 1996年（平成8年） - 会長。
- 1999年（平成11年） - 仙台商工会議所会頭。
- 1998年（平成10年） - 宮城総合研究所理事長。
- 2001年（平成13年） - 七十七銀行相談役。
- 2004年（平成16年） - 仙台商工会議所会頭を退任。
- 2010年（平成22年） - 死去[2]。